# Crkva sv. Jurja (Lovreća Sela)
Crkva sv. Jurja  je rimokatolička crkva u mjestu Lovreća Sela, gradu Krapinske Toplice zaštićeno kulturno dobro.

## Opis dobra
Crkva Svetog Jurja na Svetojurskom Vrhu okruženom zaseocima Lovreća Sela, građena je na mjestu starije drvene kapele, o kojoj postoje zapisi iz 17. st. Osnovu crkve čini kvadratni brod i nešto uže svetište sa stiješnjeno zaključenom apsidom, te zvonik ugrađen u glavno, zabatno pročelje. Dok masivan i zatvoren zvonik oponaša stariju izgradnju, baroknu sceničnost prostornih elemenata ostvaruje nizanje kupolastih svodova i svođenog slavoluka u unutrašnjosti. Vrijeme gradnje u 70-im godinama 18. st. također potvrđuje povijesno- stilsku odrednicu crkve kao ostvarenja kasnog baroka.

## Zaštita
Pod oznakom Z-2839 zavedena je kao nepokretno kulturno dobro - pojedinačno, pravnog statusa zaštićena kulturnog dobra, klasificirano kao "sakralna graditeljska baština".